# Ландовер (станция метро)
Ландовер (англ. Landover) — наземная открытая станция Вашингтонгского метро на Оранжевой линии. Она представлена одной островной платформой. Станция обслуживается Washington Metropolitan Area Transit Authority. Расположена в невключённой общине Ландовер на Пеннси-драйв у Ландовер-роад, округ Принс-Джорджес штат Мэриленд.
Станция была открыта 20 ноября 1978 года.
Открытие станции было совмещено с завершением строительства ж/д линии длиной 11,9 км и открытием ещё 4 станций: Миннесота-авеню, Динвуд, Чеверли, Нью-Корроллтон